# Conrad Arnold von Vincquedes
Conrad Arnold von Vincquedes (* 1656 in Tongern bei Lüttich; Sterbedatum und Sterbeort unbekannt) war Leibarzt des Klosters St. Hubertus und Mitglied der „Gelehrtenakademie Leopoldina“.
Conrad Arnold von Vincquedes war Leibarzt des Abts sowie des gesamten Klosters St. Hubertus. Als weiterer Wirkungsort ist Köln bekannt geworden.
Conrad Arnold von Vincquedes wurde am 11. März 1715 unter der Matrikel-Nr. 315 mit dem akademischen Beinamen ARTEPHIUS als Mitglied in die Leopoldina aufgenommen.